# Boaz (nome)
Boaz (in ebraico בֹּעַז‎?, pronuncia: [ˈboʕaz]) è un nome proprio di persona ebraico maschile.

## Varianti
- Greco biblico: Βοος (Boos)[1]
- Greco moderno: Βοόζ (Booz)
- Inglese: Boaz[1]
- Latino: Booz[1]
- Polacco: Booz
- Tedesco: Boas

## Origine e diffusione

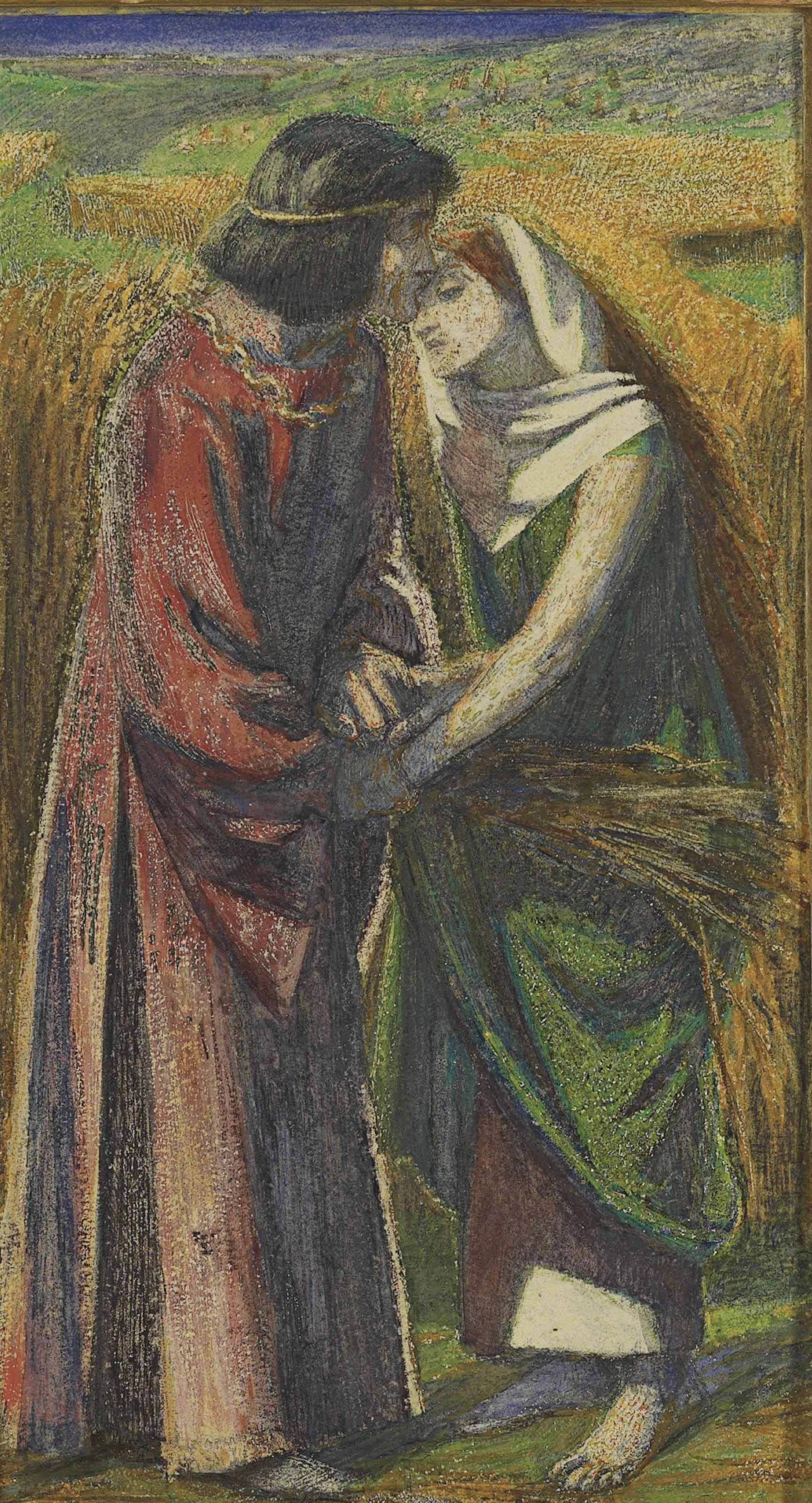
Rut e Boaz, di Dante Gabriel Rossetti

Si tratta di un nome di origine biblica, portato nell'Antico Testamento da Boaz, il secondo marito di Rut; era così chiamato anche uno dei due pilastri di bronzo eretti di fronte al Tempio di Salomone.
L'origine non è del tutto certa: potrebbe essere basato su un vocabolo ebraico che vuol dire "velocità", "rapidità", nel quale caso sarebbe semanticamente affine ai nomi Argo, Eolo, Cono e Wiebe; il significato viene talvolta interpretato come "vivace", "esuberante".

## Onomastico
Non esistono santi che portano questo nome, che quindi è adespota. L'onomastico può essere festeggiato in occasione di Ognissanti, il 1º novembre.

## Persone
- Boaz Davidson, produttore cinematografico, regista e sceneggiatore israeliano
- Boaz Mauda, cantante israeliano
- Boaz Meylink, canottiere olandese
- Boaz Myhill, calciatore statunitense naturalizzato gallese
- Boaz Yakin, sceneggiatore e regista statunitense